# Fascellina usta
Fascellina usta är en fjärilsart som beskrevs av Walker 1866. Fascellina usta ingår i släktet Fascellina och familjen mätare. Inga underarter finns listade i Catalogue of Life.